# Apeadero de Oleiros
El Apeadero de Oleiros es una plataforma ferroviaria de la Línea del Duero, que sirve a la localidad de Oleiros, en el ayuntamiento de Penafiel, en Portugal.

## Historia
Este apeadero se encuentra en el tramo entre Ermesinde y Penafiel de la Línea del Duero, que fue abierto a la explotación el 30 de julio de 1875.